# René Grandidier
René Grandidier, né le 29 janvier 1904 à Amiens, et mort le 21 août 1972 à Tunis, est un peintre, dessinateur, aquarelliste, lithographe, sculpteur, peintre-verrier, graveur français.

## Biographie

### Jeunesse et études (1904-1925)
René Gaston Adrien Grandidier, nait le 29 janvier 1904 à Amiens.
Son père Alfred Grandidier (1875-1908), fils de Nicolas Grandidier et de Marie-Louise Joséphine Richoilley, est membre, dès 1890, du groupe anarchiste de Saint-Denis, Les travailleurs libertaires, avec son frère Louis Grandidier (1873-1931), un des fondateurs et rédacteur du journal Le Libertaire, et journaliste dans les journaux La Guerre sociale, La Bataille, et Le Père Peinard dont il est le gérant de 1897 à 1902. Après s’être réfugié à Londres le 04 novembre 1893, il est arrêté en décembre 1894 à la demande de la police française, puis extradé vers la France le 28 janvier 1895. Traduit devant la cour d’assises, il est condamné à 6 ans de réclusion pour vol qualifié, et 10 ans d’interdiction de séjour dans le département de la Seine. Il se rend ensuite à Reims puis à Amiens, où il épouse Alphonsine Léopoldine Poulain le 03 décembre 1904.
Après le décès de son père à Saint-Denis le 16 décembre 1908, René Grandidier vit entre Saint-Denis et Amiens, et commence en 1916 l’apprentissage du dessin avec des artistes locaux à Amiens. À l’âge de 12 ans, il est d’abord garçon-épicier au Café Carlos Beffroy, puis fleuriste en 1917. Il travaille ensuite dans la conception d’équipements militaires, puis quitte Amiens en mars 1918 en raison de l’offensive allemande, et travaille chez un maître-tailleur de l’armée à la caserne du 1er régiment des Dragons à Luçon (en Vendée), puis comme drapier chez Golieg à Rouen.
En 1918, il se rend sur le « Camp retranché » à Paris, où il est porteur de plis à la rue Blanche, et également graveur chez Vartagnan à la Cité Trévise à Paris.
De retour à Amiens en 1920, il est d’abord peintre en lettres, puis s’inscrit en 1921 à l’Ecole régionale des Beaux-arts, où il étudie la peinture sur verre, et obtient la médaille d’argent de l’école. En 1921, il devient peintre-verrier et réalise des vitraux d’art à l’Atelier Tembouret.
Entre 1923 et 1924, il fait son service militaire à Alger, et est élève à l’École supérieure des beaux-arts d’Alger.

### Peintre-verrier – peintre de façade de cinéma – peintre décorateur (1925-1939)
De retour à Amiens en 1925, il revient travailler chez le maître-verrier Georges Tembouret(1891-1975), puis réalise des affiches publicitaires chez Affiches Gaillard, avant de travailler à la restauration de tableaux et de gravures chez Vezac Antiquaire en 1926.
En 1926, il s’installe à Toulouse, et dirige jusqu’en 1937 l’atelier vitraux de l’Atelier Aux Arts Religieux, fondé en 1909 par Henri Gesta (1864-1938), fils du maître-verrier Louis-Victor Gesta (1828-1894). Durant cette période, l’atelier réalise de nombreux ensembles verriers dans des chapelles et des églises, principalement dans le sud-ouest de la France mais aussi dans la région du centre et en Corse.
En 1938, il est professeur de dessin bénévole à la Bourse du Travail de Toulouse.
À partir de 1937, il travaille aussi comme peintre de façade de cinéma, et réalise des décors publicitaires pour le cinéma Gaumont-Palace de Toulouse. Parallèlement, il est peintre décorateur pour les établissements publics, les écoles et le comité des Fêtes de la ville de Toulouse, où il est également conseiller artistique.

### Seconde guerre mondiale et après-guerre (1939-1952)
En 1939, il est mobilisé dans le 17e Corps d’Armée, puis sert dans la Division cuirassée (DCR), jusqu’à l’Armistice en juin 1940. Entre 1941 et 1944, il entre en clandestinité, au sein du Mouvement national contre le racisme (MNCR), et comme agent P1 dans l’organisation Noyautage des administrations publiques « PTT » (NAP), puis au sein des Forces françaises de l’intérieur (FFI). Il choisit comme nom de résistant « Vincent » en raison de l’admiration qu’il a pour Vincent van Gogh.
Entre 1941 et 1948, il enseigne puis exerce la fonction de chef de « l’atelier supérieur de peinture » de l’Ecole Supérieure des Beaux-arts de Toulouse de 1944 à 1948. Durant cette période, il se rend régulièrement pour peindre à Collioure, où il emmène également ses étudiants qui séjournent à la Casa Quintana. À l’école, il a notamment pour élèves Henri Patez (1927-1974), Lebadang (1921-2015), Christian Schmidt (1920-2003), Daniel Schintone (1927-2015), Gilbert Théodose Brugaillere (1925-1975), Jean Micoine (1927-2017), Hubert Camps, Jean Delmas.
Entre 1938 et 1948, il expose ses œuvres lors des salons annuels des artistes méridionaux, dont il est sociétaire à partir de 1938, et membre du Conseil d’administration en 1945.
En 1948, il se rend en Martinique en Latécoère 631 pour un voyage d’études, et y rencontre Charles Van den Broek d'Obrenan (1909-1956), qui se porte acquéreur de plusieurs de ses œuvres, avec qui il noue une solide relation amicale, et qui lui propose de se rendre en Polynésie.
De retour à Paris, il expose et participe à des salons et des expositions de 1949 à 1951 à Paris et à Sanary-sur-Mer, puis se rend à Toulon en 1951 où il réalise la décoration de l’entreprise de peinture Martin à la Seyne-sur-Mer, ainsi que de nombreuses œuvres du port de Toulon et de paysages de Provence à Revest-du-Bion.

### Vie en Polynésie (1952-1961)
En 1952, il se rend en la Polynésie, et s’installe à Tahiti, où il est professeur de dessin au collège Paul Gauguin de Papeete (anciennement école centrale) qui devient le lycée Paul-Gauguin en 1960.
En septembre 1954, le Colonel Louis Castex (1896-1968), qui participa à la première liaisons aérienne entre Papeete et les Iles marquises en octobre 1953, se fait accompagner par Fernand Maillac et par René Grandidier pour aller rencontrer Émile Gauguin, le fils de Paul Gauguin, ainsi que les Toulousains présents à Tahiti. Dans son carnet de route, il relate sa rencontre avec Fernand Maillac, directeur de l’enseignement en Polynésie de 1952 à 1955, M. Batut, le seul horloger de Papeete, M Cavailles, Claude Chabert, hauteur de Tahiti – l’enchantement des mers du sud en 1944, Charles Chabot, Michel Oncins, Georges Guiraud (1901-1989), graveur et grand prix de Rome en 1926, et Jean Péro surnommé « papa hinano » qui construisit la nouvelle usine de la brasserie de Tahiti de 1951 à 1955.
René Grandidier organise en juillet-août 1955 à Papeete, avec Charles Van den Broek d'Obrenan et René Lyon, principal du collège Paul Gauguin, le Premier Salon de Tahiti (dont le catalogue comprend 329 œuvres) qui réunit, à la fois des œuvres de maîtres comme Lucas Cranach l'Ancien (1472-1553), Jacques-Louis David (1748-1825), Gustave Courbert (1818-1877) , Paul Gauguin (1848-1903), Tsugouharu Foujita (1886-1968) ; mais aussi des œuvres d’artistes ayant peint à Tahiti depuis le début du siècle comme Daniel Adam, Jacques Boullaire (1893-1976), Frank Fay (1921-2011), Herman Gouwe (1875-1965), Serge Grès (1899-1970), Anne Hervé (1906-1994), Peter Heyman (1908-1982), Jean Masson (1914-1973), Nicolas Mordvinoff (1911-1973), Octave Morillot (1878-1931), Wolfgang Wolff (1909-1994), Yves de Saint-Front (1928-2011) ; et aux côtés de ces artistes, « le comité d’organisation du Salon décide d’ajouter aussi des peintures d’amateurs et des dessins d’enfants ».
Pendant cette période, il réalise des dessins, des aquarelles, des lithographies, et peint de nombreuses œuvres, dont le tiki de Raivavae qui représente le grand tiki qui se trouvait dans le jardin du musée de Tahiti à Mamao, une sculpture dans laquelle était supposée entrer des esprits protecteurs ou maléfiques.

### Retour en France – dernières années (1961-1972)
En 1961, il revient à Paris à la suite du rapatriement sanitaire d’un de ses enfants, puis s’établit à Collioure, où il réalise de nombreuses œuvres. Entre 1961 et 1964, il expose ses peintures à Collioure et à Toulouse.
Il s’installe ensuite en région parisienne en 1964, et enseigne le dessin au lycée de Bondy (1964-1965), puis au lycée Jean-Jaurès de Montreuil (1965-1968).
En 1968, il s’installe à Castelnou où il expose ses œuvres, avant de revenir en région parisienne en 1969, où il enseigne le dessin dans les collèges de Clichy-sous-Bois (1969-1970) et de Noisy-le-Grand (1970-1971).
Entre 1963 et 1972, il expose ses œuvres à Collioure, Aix-les-Bains, Thuir, Castelnou et en région parisienne.
Sa dernière exposition, qui se déroule dans une galerie d’art au Raincy, regroupe des « lithographies de peintres contemporains », comme Tony Agostini (1916-1990), Andrée Bordeaux-Le Pecq (1910-1973), Yves Brayer (1907-1990), Jean Carzou (1907-2000), Salvador Dalí (1904-1989), Georges Lambert (1914-1998), Lebandang (1921-2015), Leonor Fini (1907-1996), Jean Picart Le Doux (1902-1982), Gustave Singier (1909-1984).
En juillet 1972, il se rend à Tunis, pour rejoindre son ami Jean Péro, et continue à peindre jusqu’à son décès le 21 août 1972.

## Reconnaissance institutionnelle – distinctions
René Grandidier reçoit lors de ses études la Médaille d’argent de l’Ecole régionale des Beaux-Arts d’Amiens.
Après la guerre, il reçoit la Croix du combattant volontaire de la Résistance, la Croix du combattant volontaire 1939-1945, et la Croix du combattant.
Il est également fait Chevalier de l’Ordre des Palmes Académiques.

## Œuvre et thèmes
Si ses créations prennent leur inspiration dans le postimpressionnisme avec des peintres comme Paul Cézanne (1839-1906), Armand Guillaumin (1841-1927), Paul Gauguin (1848-1903), et Vincent van Gogh (1853-1890), les œuvres de René Grandidier représentent le visible, et sont à la fois empreintes d’art figuratif et d’expressionnisme, et en même temps d’inspirations primitiviste et fauve.
A l’instar de André Derain (1880-1954) et Henri Matisse (1869-1954) qui se rejoignent à Collioure en 1905, René Grandidier se rend régulièrement dans ce « berceau du fauvisme », dans les années 1940 pour en saisir sa luminosité, et s’y installe au début années 1960.
Robert Aribaut dit, en parlant de ses œuvres, que pour lui « peindre c’est avant tout exprimer la beauté des sites méridionaux embrasés par le grand incendie solaire de l’été ». René Grandidier est « un peintre d’instinct, fou de couleur, à vrai dire plus proche des Fauves et de la Belle Epoque que des aimables artistes du groupe des Peintres de la réalité poétique ».
En 1952, il part vivre à Tahiti et tente « de répondre aux défis relevés en son temps par Gauguin - celui de la lumière qui baigne les îles de l'océan Pacifique ». De cette période, Carlos Garcia Palacios (1898-1970), consul du Chili à Papeete, écrit : « Il y peint alors ses lumineux paysages, ses portraits de type tahitiens et d’enfants dont il exprime avec tant de justesse, l’insouciance, la beauté et la joie de vivre ».
René Grandidier peint des « huiles puissantes aux accents fauves », dans lesquelles on peut ressentir l’influence de Othon Friesz (1878-1949) et de Charles Camoin (1879-1965).
Le travail de René Grandidier s’applique à reproduire dans ses œuvres l’aspect translucide et émaillé des vitraux, en donnant l’impression que la lumière vient de derrière la toile. De son expérience de peintre-verrier, il transpose cet « art de la lumière », dans ses dessins et ses peintures, dont les contours très marqués tel un sertissage délimitent des couleurs dont les variations semblent jouer avec la lumière.

## Expositions
- 1938-1948 : Salon annuel des artistes méridionaux, Toulouse[25]
- 1949 : Club de la publicité « soirée antillaise », Paris (décembre 1949)
- 1951 : Exposition collective, Sanary-sur-Mer (juillet-aout 1951)
- 1955 : « Premier Salon de Tahiti », Ecole de Paofai à Papeete, Tahiti[26]
- 1958 : Exposition personnelle, Mamao à Tahiti (14 mai 1958)
- 1960 : Hôtel Hinano, Tahiti (mai 1960)
- 1962 : Exposition personnelle, Collioure (avril 1962)
- 1963 : Foyer-Club de la Résistance, Toulouse (mai 1963)[21]
- 1963 : Galerie des Rois d’Aragon (actuellement Château royal de Collioure), Collioure (septembre 1963)
- 1966 : Palais de Savoie (actuellement Casino Grand-Cercle), Aix-les-Bains (aout 1966)
- 1967 : Hôtel La Casa Pairal, Collioure (aout 1967)
- 1968 : Exposition personnelle, Castelnou (octobre 1968)
- 1969 : Maison des Jeunes et de la Culture, Thuir (avril 1969)
- 1972 : Exposition collective Galerie d'Art, Le Raincy (avril 1972)
- 2005 : « Centenaire de la Société des artistes méridionaux », Musée du Vieux Toulouse[24]
- 2013-2014 : « Après Gauguin : la peinture à Tahiti de 1903 aux années 60 - 1940-1963 : à la recherche du nouveau Gauguin », Musée de Tahiti et des Iles, Te Fare Iamanaha[26]

## Musées et conservation

### Acquisitions des musées en France
- Bord du canal de Toulouse, 1938, huile sur toile (73x60 cm), Musée Toulouse-Lautrec, Albi, (acquisition en 1938)[27]
- Paysage d’Arles, 1946, huile sur toile (54x73 cm), Musée des Augustins de Toulouse, (acquisition en 1946)[28]
- Les remorqueurs sur le Rhône à Arles, 1946, huile sur toile (54x73 cm), Préfecture du Tarn, Albi (acquisition en 1948, en dépôt depuis le 25/01/50)[29]
- Composition avec femme, 1959, lithographie (33x26 cm), Musée des Arts précieux Paul Dupuy, Toulouse, (acquisition en 1959)[30]
- Trois vahinés, 1960, huile sur toile (54x73 cm), Musée des Augustins de Toulouse, (acquisition en 1963)[31]

## Ensembles verriers réalisés par l’atelier «Aux arts Religieux» (signés Henri Gesta)[34]
- Apparition de la Vierge, vitrail, Eglise Saint-Joseph, Fougax-et-Barrineuf, (1926)
- Mort de saint Joseph, verrière, Eglise Saint-Joseph, Fougax-et-Barrineuf, (1926)
- Vitraux, Eglise paroissiale de l'Immaculée Conception de Bonnefoy, Toulouse, (1926)
- Baptême de Clovis, vitrail, Eglise Saint-Joseph, Fougax-et-Barrineuf, (1927)
- La Charité de saint Martin, saint Joseph et l'Enfant, Notre-Dame d'Issoudun, ensemble de 3 verrières, Eglise paroissiale Saint-Martin, Gardefort, (1927)
- Ange montrant à un soldat assis au sol la croix latine auréolée, verrière, Eglise paroissiale Saint-Pierre, Le Port, (1927)
- Notre-Dame de Lourdes, saint Augustin, saint Charles Borromée, saint Nicolas, saint Pierre, sainte Lucie, ensemble de 11 verrières, Eglise paroissiale Saint-Nicolas, Petreto-Bicchisano en Corse, (1927)
- Saint Pierre, sainte Anne et la Vierge, calvaire avec sainte Madeleine, ancre, pélican, ensemble de 5 verrières, Eglise paroissiale Saint-Martin, Aast, (1927)
- Vitraux, Eglise Notre-Dame-de-l'Assomption-de-la-Bienheureuse-Vierge-Marie et Saint-Jean-Baptiste, Aincille, (1930)
- Sainte Léontine, saint Arnaud, saint Michel, ensemble de 3 verrières, Eglise paroissiale Saint-Jean-Baptiste, Ouillon, (1931)
- L'Invention de Notre-Dame d'Eygurande, le Pèlerinage à Notre-Dame d'Eygurande, ensemble de 2 verrières, Chapelle de la Nativité-de-la-Vierge, Eygurande, (1932)
- Saint Roch, saint Justin, Saint Guillaume, vitrail triptyque, Eglise Saint Sauveur, Toulouse, (1933)
- Cycle : Vierge : Immaculée Conception, Annonciation, Nativité, Présentation au Temple, Sainte Famille, Assomption, ensemble de 6 verrières, Chapelle de la Nativité-de-la-Vierge, Eygurande, (1933)